# Cyanophlebia mandarina
Cyanophlebia mandarina is een vlinder uit de familie wespvlinders (Sesiidae), onderfamilie Tinthiinae.
Cyanophlebia mandarina is voor het eerst wetenschappelijk beschreven door Arita & Gorbunov in 2001. De soort komt voor in het Oriëntaals gebied.